# 12780 Salamony
12780 Salamony (1995 CE1) là một tiểu hành tinh vành đai chính được phát hiện ngày 9 tháng 2 năm 1995 bởi D. di Cicco ở Sudbury, Massachusetts.